# Kaulak
Antonio Cánovas del Castillo y Vallejo dit Kaulak (Madrid, 22 décembre 1862 - Madrid, 13 septembre 1933) est un photographe espagnol.

## Biographie
Kaulak est le neveu d'Antonio Cánovas del Castillo. Il fut également critique d'art et peintre, activité dans laquelle il a utilisé le pseudonyme "Vascano". Fondateur en 1904 du studio Kaulak, il a photographié la haute société madrilène, y compris la royauté.
Kaulak s'inscrit dans le courant du pictorialisme.

## Galerie

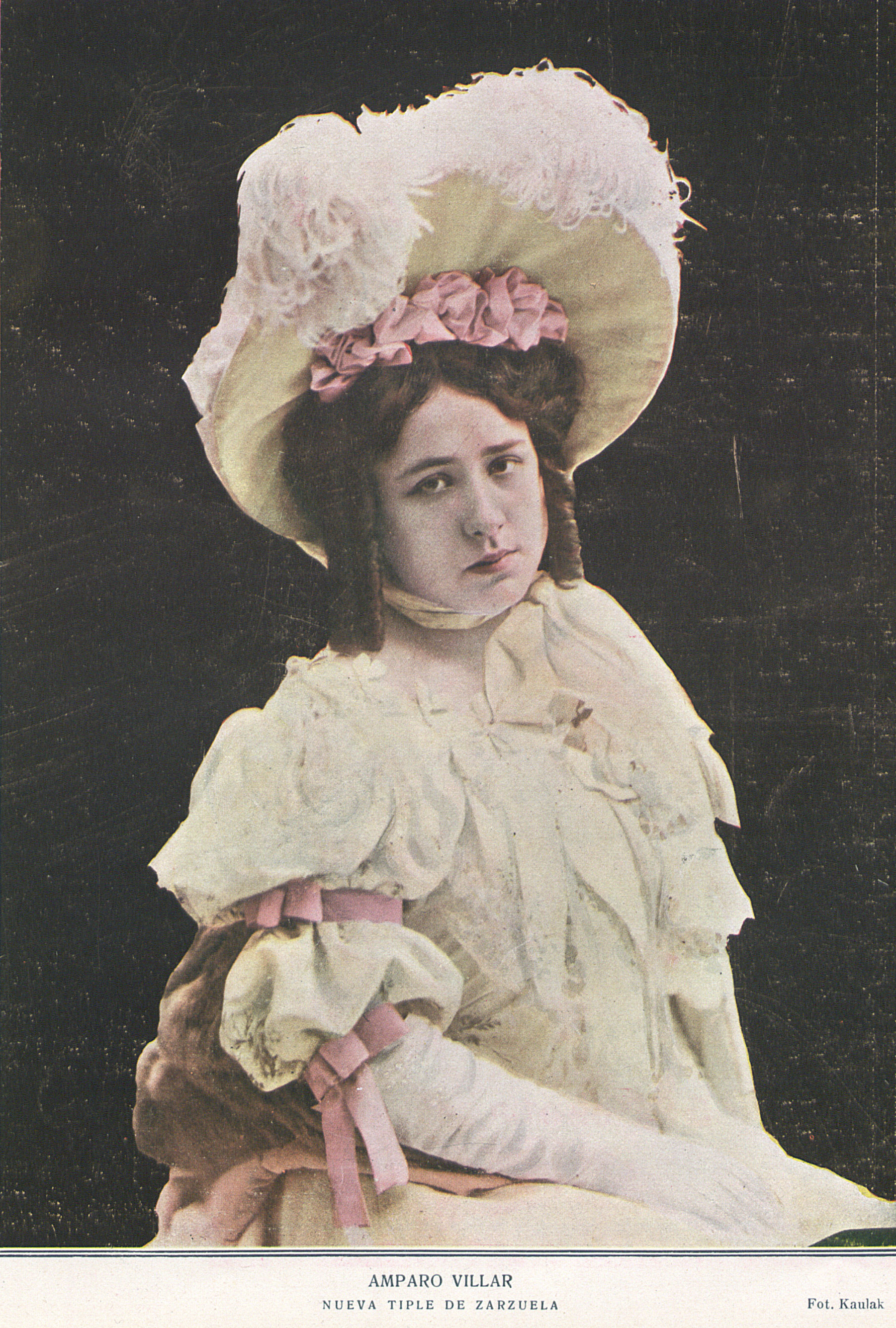
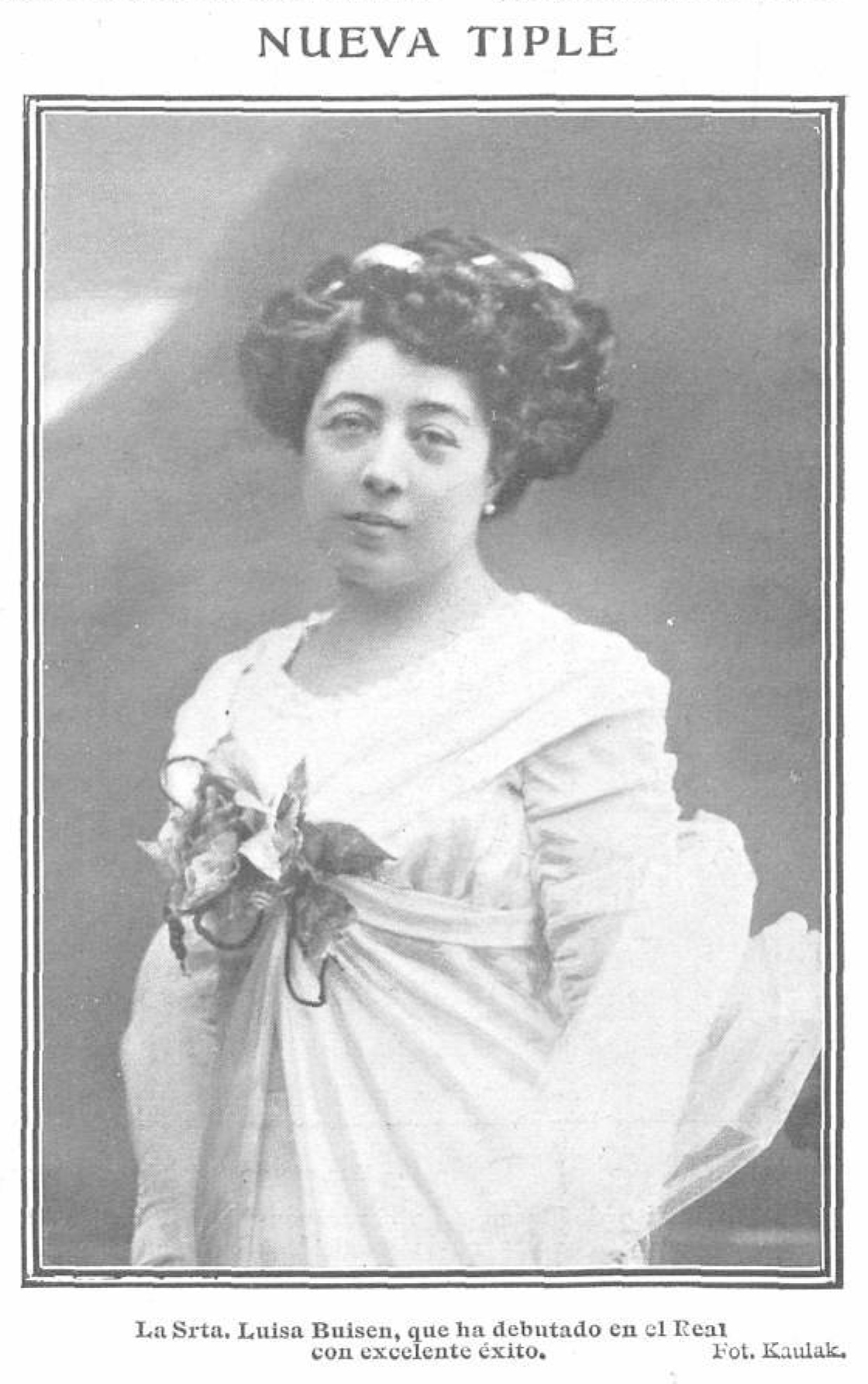
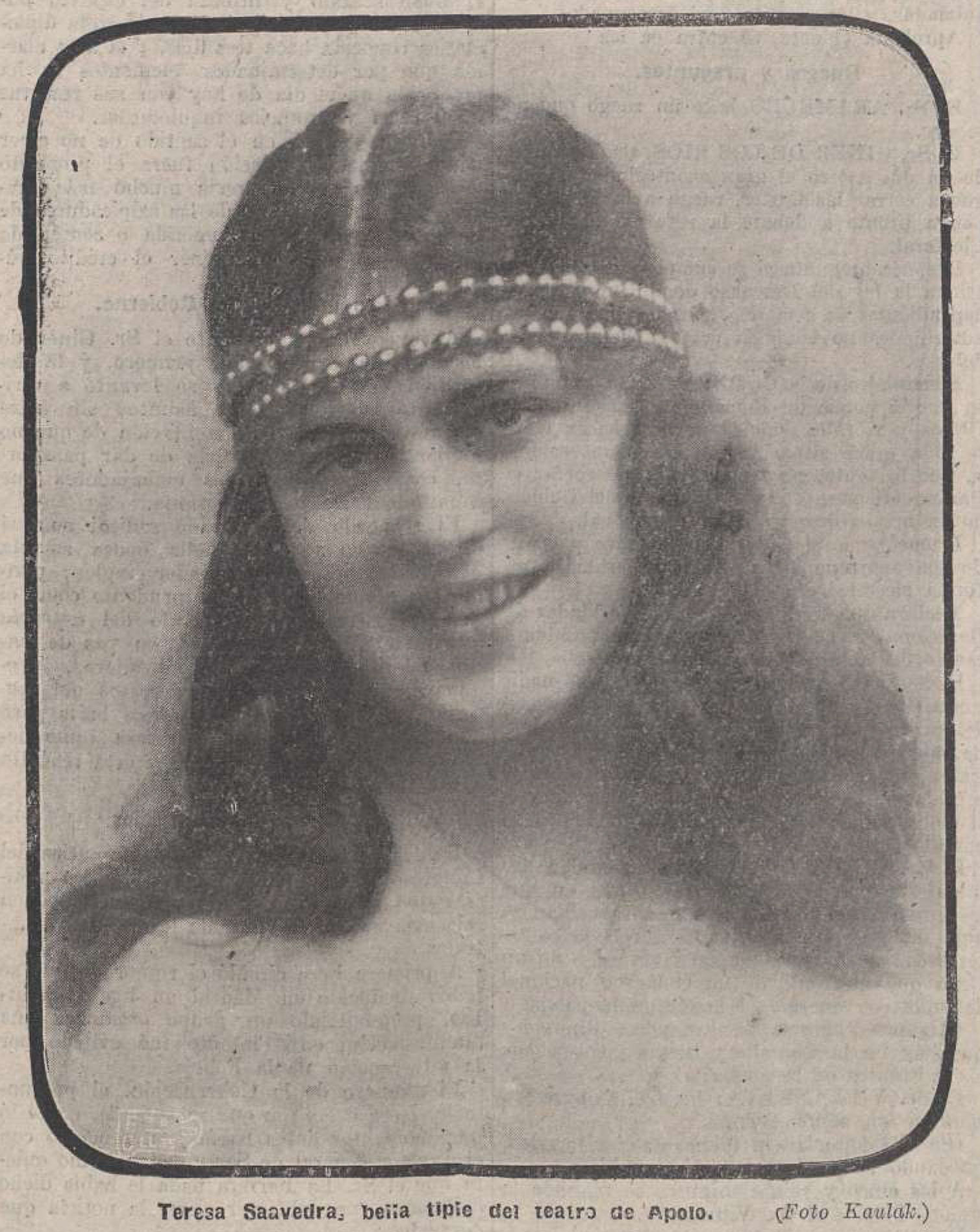
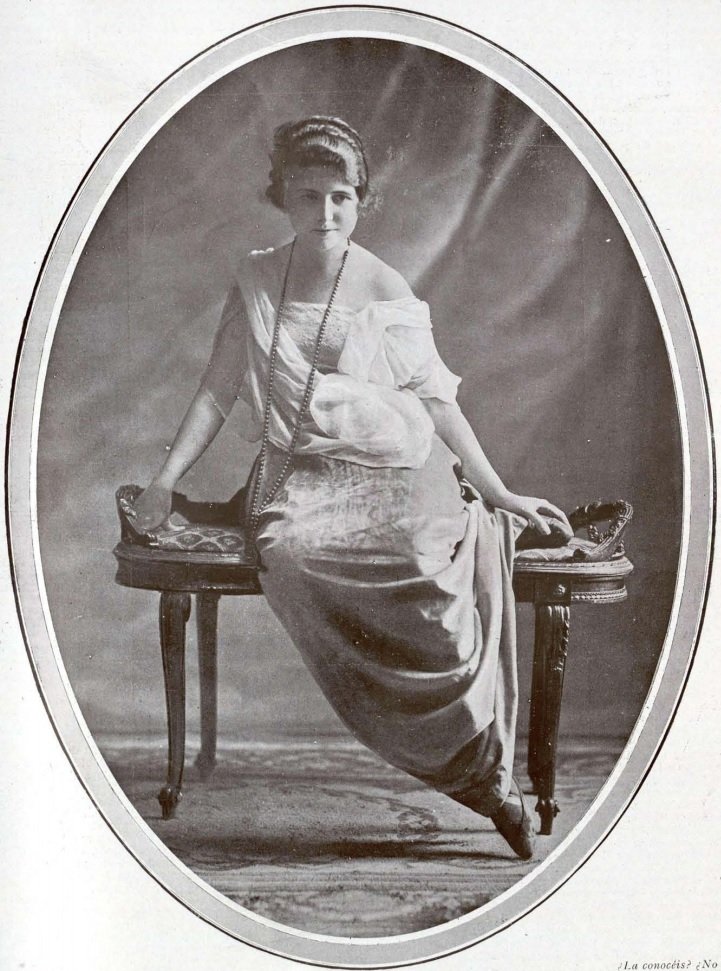

## Distinctions
- Grand-croix de l'ordre d'Isabelle la Catholique